# Каміль Біо
Каміль Біо (фр. Camille Biot) — французький лікар, який вперше описав патологічний тип дихання, названий його ім'ям з неправильною передачею — дихання Біота.

## Біографія
Народився в містечку Шатенуа-ле-Руаяль (поруч з Шалон-сюр-Соном).
Працюючи інтерном у лікарні, вперше звернув увагу на характерний тип дихання у 16-річного хворого на туберкульозний менінгіт. Своє спостереження опублікував у 1876 році в медичному виданні.
Після 1875 року працював лікарем у Маконі.